# مونغ مونغ تين
مونغ مونغ تين (بالبورمية: မောင်မောင်တင်) هو لاعب كرة قدم ميانماري، ولد في 21 مايو 1949 في ميانمار.

## وصلات خارجية
- مونغ مونغ تين على موقع الاتحاد الدولي (مؤرشف)  (الإنجليزية)
- مونغ مونغ تين على موقع أوليمبيديا (الإنجليزية)